# Holminaria sibirica
Holminaria sibirica är en spindelart som beskrevs av Kirill Yeskov 1991. Holminaria sibirica ingår i släktet Holminaria och familjen täckvävarspindlar. Inga underarter finns listade i Catalogue of Life.